# Dendropanax fendleri
Dendropanax fendleri är en araliaväxtart som beskrevs av Berthold Carl Seemann. Dendropanax fendleri ingår i släktet Dendropanax och familjen Araliaceae. Inga underarter finns listade.